# Canicule en France métropolitaine d'août 2012
 (juin 2025).
La canicule en France métropolitaine d'août 2012 se caractérise par de nombreux records absolus de températures mais aussi par son arrivée tardive.

## Températures supérieures à38,1°Crelevées le 21 août 2012
- 42,1 °C à Montclus
- 40,9 °C à Colognac
- 40,5 °C à Conqueyrac
- 40,4 °C à Vallon-Pont-d'Arc
- 39,9 °C à Carpentras
- 39,9 °C à Chusclan
- 39,7 °C à Manosque
- 39,5 °C au Montat
- 39,2 °C à Cardet
- 39,2 °C à Saint-Jean-du-Gard
- 38,9 °C à Uzès
- 38,8 °C à Orange
- 38,7 °C à Avignon
- 38,4 °C à Lanas
- 38,3 °C à Gourdon
- 38,2 °C à Montélimar

## Records absolus de températures relevés le 20 août 2012

### Maximales
- 34,2 °C à Lus-la-Croix-Haute (1 000 m) (33,9 °C le 12 août 2003)

### Minimales
- 21,2 °C à Saint-Yan (20,3 °C le 15 août 2003)
- 19,5 °C à Orbey (1 100 m) (19,0 °C le 7 août 1991)
- 17,1 °C à Saint-Flour (900 m) (17,0 °C le 23 août 2010)

## Records absolus de températures relevés le 19 août 2012
- 41,5 °C à Châtillon-sur-Seine (40,9 °C le 8 août 2003)
- 37,4 °C à Bourg-Saint-Maurice à 865 m (36,7 °C le 4 août 2003)
- 35,8 °C à Briançon à 1 310 m (34,3 °C le 30 juillet 1983)
- 34,1 °C à Mouthe à 940 m (33,6 °C le 12 août 2003)
- 28,3 °C à Val-d'Isère à 1 850 m (26,9 °C le 4 août 2003)
- 27,3 °C à L'Alpe d'Huez à 1 860 m (27 °C le 4 juillet 1999)
- 13,4 °C à l'Aiguille du Midi à 3 840 m (13 °C le 23 juillet 1995)

## Températures supérieures à35,5°Crelevées le 19 août 2012
- 40,2 °C à Vichy - Charmeil
- 40,1 °C aux Arcs
- 40,0 °C à Chablis (Yonne)
- 39,9 °C à Argentat
- 39,9 °C à Gourdon (Lot)
- 39,8 °C à Ailleville
- 39,8 °C à Auxerre
- 39,8 °C à Montclus (Gard)
- 39,7 °C à Montluçon

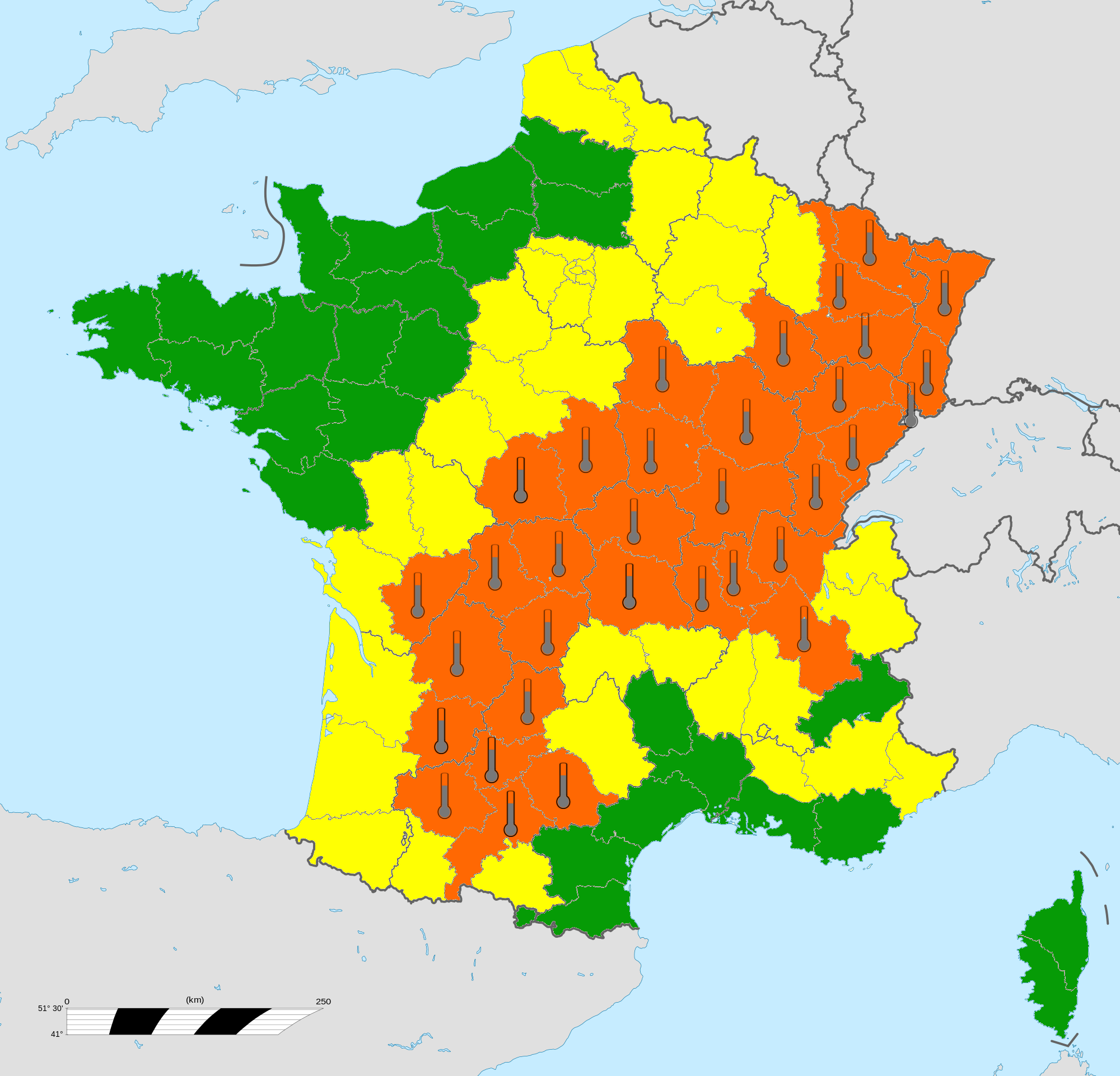
Vigilance à la canicule émise par Météo-France le 19 août 2012.

- 39,7 °C à Troyes - Barberey-Saint-Sulpice
- 39,6 °C à Carpentras
- 39,4 °C à Manosque
- 39,4 °C à Saint-Dizier
- 39,2 °C à Issoire
- 39,1 °C à Clermont-Ferrand
- 38,9 °C à Bourges
- 38,8 °C à Albi
- 38,8 °C à Auzances
- 38,8 °C à Saint-Étienne
- 38,7 °C à Saint-Maur-des-Fossés
- 38,5 °C à Issoudun
- 38,3 °C à Montgivray
- 38,3 °C à Nemours
- 38,3 °C à Reventin-Vaugris
- 38,3 °C à Tulle
- 38,2 °C à Avord
- 38,2 °C au Luc
- 38,2 °C à Saint-Étienne - Bouthéon
- 38,1 °C à Brive-la-Gaillarde
- 38,1 °C à Châlons-en-Champagne
- 38,1 °C à Châteauroux
- 38,1 °C à Paris Montsouris
- 38,0 °C à Ambérieu-en-Bugey
- 38,0 °C à Lyon Bron
- 37,8 °C à Montauban
- 37,8 °C à Nevers
- 37,5 °C à Aix-en-Provence
- 37,5 °C à Romorantin
- 37,4 °C à Toussus-le-Noble
- 37,2 °C à Avignon
- 37,2 °C au Bourget
- 37,2 °C à Limoges
- 37,2 °C à Lyon-Saint-Exupery
- 37,2 °C à Orange
- 36,8 °C à Orly
- 36,8 °C à Saint-Yan
- 36,7 °C à Chartres
- 36,7 °C à Melun
- 36,7 °C à Montélimar
- 36,7 °C à Reims-Prunay
- 36,5 °C à Saint-Auban
- 36,4 °C à Agen
- 36,4 °C à Auch
- 36,4 °C à Grenoble Le Versoud
- 36,3 °C à Guéret
- 36,2 °C à Blois
- 36,2 °C à Villacoublay
- 36,1 °C à Pontoise
- 35,9 °C à Bergerac
- 35,8 °C à Marignane
- 35,8 °C à Nîmes Courbessac
- 35,8 °C à Trappes
- 35,7 °C à Bastia
- 35,6 °C à Grenoble-Saint-Geoirs
- 35,6 °C à Langres
- 35,6 °C à Orléans

À Nice, la température minimale est de 27,3 °C.

## Records absolus de températures relevés le 18 août 2012

### Maximales
- 42,3 °C à Montgivray (41,5 °C le 5 août 2003)
- 41,6 °C à Auzances (37,2 °C le 10 août 2003)
- 40,4 °C à Reignac-sur-Indre (40,0 °C le 5 août 2003)
- 39,7 °C à Aubusson (38,2 °C le 6 août 2003)
- 39,1 °C à Guéret (38,8 °C le 6 août 2003)
- 32,3 °C au Mont-Dore (32,0 °C le 12 août 2003)

### Minimales
- 14,5 °C au Pic du Midi (2 880 m) (13,8 °C en 1982)
- 4,1 °C à l'Aiguille du Midi (3 840 m) (4,0 °C en 1998)

## Températures supérieures à38°Crelevées le 18 août 2012
- 41,3 °C à Montluçon
- 40,3 °C à Châteauroux Déols
- 40,3 °C à Saint-Maur-des-Fossés
- 38,9 °C à Clermont-Ferrand
- 38,9 °C à Romorantin
- 38,5 °C à Blois
- 38,5 °C à Bourges
- 38,4 °C à Paris Montsouris
- 38,3 °C à Carpentras
- 38,2 °C à Chartres
- 38,1 °C à Tours